# Turespaña
L'Instituto de Turismo de España (Istituto di Turismo di Spagna - Turespaña) è l'organismo nazionale spagnolo che ha come obiettivo la promozione turistica della Spagna sia all'interno della penisola spagnola che all'estero. 
All'inizio del XX secolo l'Amministrazione turistica spagnola iniziò ad attivarsi per promuovere la Spagna all'estero e consolidare quindi l'immagine del paese come destinazione turistica. Per raggiungere tale scopo venne creato nel 1928 il Patronato Nacional de Turismo che dipende dal Ministero dell'Instrución Pública y de Bellas Artes (dell'istruzione e delle belle arti).
Per promuovere con efficacia la Spagna come destinazione turistica vi è una rete di 31 uffici del turismo spagnolo che dipendono dalle ambasciate e dai consolati spagnoli collocati all'interno dei vari stati. 
Anche se spesso l'economia spagnola ha cercato di promuovere il paese come meta turistica per un turismo di massa appassionato di mare e spiagge, Turespaña cerca di presentare un'immagine diversa della Spagna: ovvero come uno stato con un ricco tesoro culturale e un patrimonio artistico originale diverso dalle altre destinazioni turistiche. Questa impostazione è sempre stata mantenuta costante per la creazione dell'oggetto turistico.

## Cronistoria dell'attività di Turespaña[1]
- Durante i primi anni, ovvero fino alla fine degli anni 60, la pubblicità turistica si orientava verso un turismo prevalentemente culturale, di alto livello sociale e senza una precisa ubicazione geografica. Lo slogan di questi anni è uno dei più popolari: Spain is different.
- Fino alla fine degli anni 70, invece, la pubblicità turistica spagnola si centrava soprattutto sul sole, le spiagge e le feste tipiche spagnole dirigendosi quindi verso un turismo prevalentemente di massa e con interessi puramente ludici.
- Durante gli anni '80 vi fu un cambiamento. Turespaña decise, infatti, di concentrarsi verso un pubblico più selezionato al quale cercava di offrire altri tipi di elementi attrattivi. Lo slogan utilizzato in questo periodo fu Everything under the sun, uno dei più brillanti, duraturi ed efficaci della recente attività pubblicitaria spagnola.
- Lo slogan Everything under the sun si utilizzava ormai da parecchi anni quando, nel 1991, Turespaña optò per un'innovazione. Si creò infatti un nuovo slogan: Passion for life. Questa nuova campagna pubblicitaria diede inizio al turismo attivo che incitava i turisti a provare un tipo di vacanza diversa dal solito.
- Nel 1997 si creò una nuova campagna di promozione turistica, chiamata Bravo Spain, con la quale si voleva trasmettere un'immagine moderna e innovatrice della Spagna, oltre a dimostrare la grande varietà dell'offerta turistica spagnola con l'obiettivo di promuovere la destinazione turistica anche durante le diverse stagioni dell'anno.
- Nel 2000 venne lanciata una nuova campagna pubblicitaria: Spain Marks con la quale si voleva trasmettere il messaggio che la Spagna è una meta turistica diversa dalle altre che segna in maniera indelebile sia il corpo che l'anima del turista.
- Nel 2005 infine si lanciò una nuova campagna pubblicitaria intitolata Smile, you are in Spain, ancora attuale, con la quale si evidenzia il fatto che la Spagna non ha solo un patrimonio storico-artistico di grande valore ma che offre anche molte possibilità di divertimento.

## Il logotipo: storia

Logo di Turespaña

Alla fine della dittatura del generale Francisco Franco (1892-1975) ebbe inizio la transizione verso la democrazia che portò all'approvazione della Costituzione spagnola del 1978. Quest'ultima non menzionava il turismo come competenza dello Stato. Per questo motivo il potenziale turistico spagnolo rimase indietro rispetto a quello, ad esempio, di Italia o Francia. 
Il processo di modernizzazione portò l'Administración Turística del Estado (Amministrazione Turistica dello Stato) a iniziare un piano di sviluppo del terziario usando tecniche innovatrici di marketing che non erano ancora state usate da nessun altro organismo turistico. L'obiettivo del primo piano di marketing attuato era la promozione del paese come destinazione turistica che offre una grande varietà di opportunità di vacanza, sottolineando però sempre il concetto di "sole e mare" come principale fonte di attrattività.
Sin dall'inizio vi fu la necessità di un logotipo che esprimesse proprio questa idea. Turespaña pensò quindi di ricorrere ai grandi artisti del tempo. La scelta ricadde su Juan Miró, il quale fece un logo che consisteva in un'unione tra le lettere di España (Spagna) che aveva già fatto per il mondiali di calcio del 1982, accompagnate da un disegno di un sole e una stella rappresentati in un manifesto che l'artista aveva presentato nel 1968 alla Fondazione Maeght de Saint Paul de Vence per 75º compleanno di Miró stesso. Il pittore non volle nessuna ricompensa per questo logo che gli era stato commissionato da Ignacio Vasallo, direttore dell'Istituto di promozione turistica - Turespaña. Questa fu l'ultima opera che Miró realizzò. Il logotipo, chiamato El Sol de Miró, venne utilizzato per la prima volta nella campagna di promozione turistica Everything under the sun. Quest'opera si può definire come il lavoro più popolare dell'artista tanto che in Europa ha un indice di riconoscimento per il 90% della popolazione. 
Al principio questo logotipo non ebbe il successo sperato e fu anche definito ironicamente da alcuni "L'uovo fritto di Miró". In poco tempo però si convertì nel simbolo ufficiale dello Stato spagnolo. Inoltre anche grazie al logo, l'immagine della Spagna iniziò a distinguersi e produrre gli effetti sperati ovvero portò a un incremento della domanda turistica. È importante sottolineare che El Sol de Miró è il primo simbolo astratto utilizzato per identificare un paese. Ha inoltre trasformato così tanto la pubblicità turistica spagnola a livello mondiale che venne imitato da numerosi altri stati (ad esempio anche dall'Italia - Logo dell'Enit).